# Crematogaster mimosae
A Crematogaster mimosae é uma espécie africana de formiga que, segundo a literatura científica, viveria sob espécie de acácia africana Acacia drepanolobium e protegeria-a dos elefantes (picando-lhes a tromba quando o elefante se tentava alimentar da planta).